# Thecodontosaurus
Thecodontosaurus é um gênero de dinossauro herbívoro que viveu durante o final do período Triássico. O Thecodontosaurus era um dinossauro de duas pernas de pequeno a médio porte que vagava pelo que hoje é o Reino Unido. O primeiro fossil de Thecodontosaurus de foi destruído durante um bombardeio alemão da Segunda Guerra Mundial. Os restos deste dinossauro e outro material relacionado a ele foram destruídas em 1940.

## Descrição
Dos restos fragmentários do Thecodontosaurus, a maior parte do esqueleto pode ser reconstruída, exceto a frente do crânio. O Thecodontosaurus tinha um pescoço bastante curto, sustentando um crânio bastante grande com olhos grandes. Suas mandíbulas continham muitos dentes pequenos e médios, serrilhados e em forma de folha. As mãos e os pés deste dinossauro tinham cinco dedos cada, e as mãos eram longas e bastante estreitas, com uma garra estendida em cada uma. Os membros da frente deste dinossauro eram muito mais curtos do que as pernas, e sua cauda era muito mais longa do que a cabeça, o pescoço e o corpo juntos. Em média, tinha 1,2 metros de comprimento, 30 centímetros de altura e pesava 11 kg. Os maiores indivíduos tinham um comprimento estimado de 2,5 metros.